# Minéral carbonaté

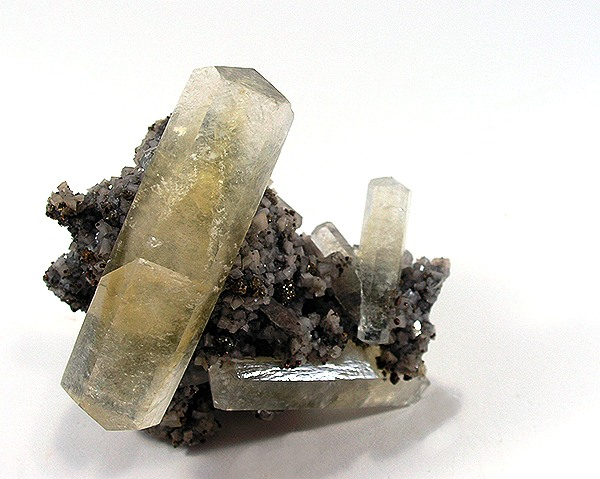
Cristaux de calcite de la mine de Sweetwater, district de Viburnum Trend, comté de Reynolds, Missouri ; 6,2 × 6 × 3,3 cm

Les minéraux carbonatés sont les minéraux contenant l'ion carbonate, CO32−.

## Sortes de minéraux carbonatés

### Carbonates anhydres

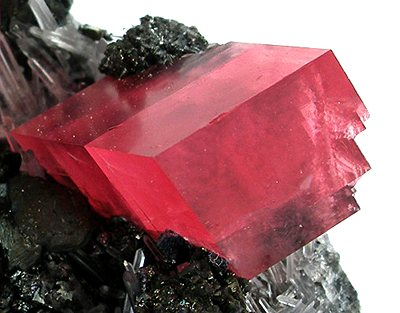
Rhodochrosite, Mine Sweet Home, Alma, Colorado ; 5,2 × 4,2 × 2,3 cm

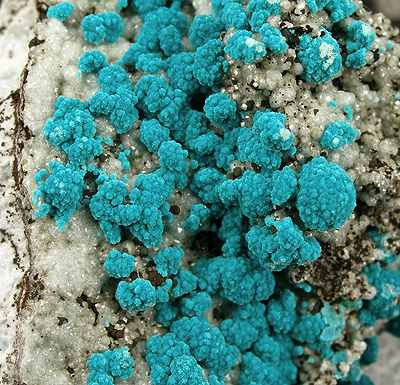
Smithsonite, mine Silver Bill, Dragoon Mts, comté de Cochise, Arizona ; 4,8 × 4,1 × 2,4 cm

- Groupe calcite : trigonal
  - Calcite CaCO3
  - Gaspéite (Ni, Mg, Fe2+)CO3
  - Magnésite MgCO3
  - Otavite CdCO3
  - Rhodochrosite MnCO3
  - Sidérite FeCO3
  - Smithsonite ZnCO3
  - Sphérocobaltite CoCO3
- Groupe aragonite : orthorhombique
  - Aragonite CaCO3
  - Cérusite PbCO3
  - Strontianite SrCO3
  - Withérite BaCO3
  - Rutherfordine UO2CO3
  - Natrite Na2CO3

### Carbonates anhydres à formules composées

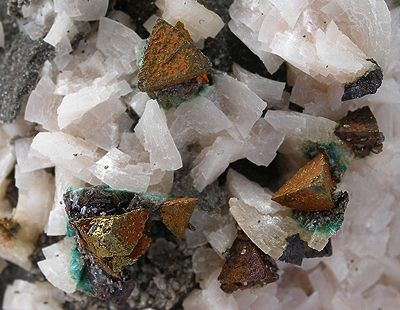
Dolomite avec calcite et chalcopyrite de Picher Field, district de Tri-State, comté de Cherokee, Kansas ; 12,0 × 9,7 × 4,3 cm

- Groupe des dolomites : trigonal
  - Ankérite CaFe(CO3)2
  - Dolomite CaMg(CO3)2
  - Huntite Mg3Ca(CO3)4
  - Minrecordite CaZn(CO3)2
  - Barytocalcite BaCa(CO3)2

### Carbonates avec hydroxyle ou halogène

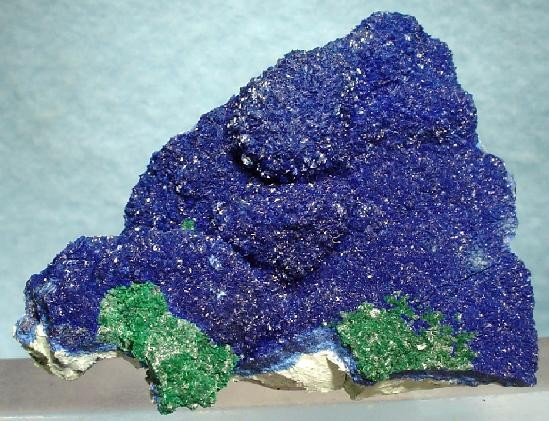
Azurite et malachite, Beaver Dam Mts, comté de Washington, Utah ; 5,1 × 3,9 × 2,4 cm

- Carbonate avec hydroxyde : monoclinique
  - Azurite Cu3(CO3)2(OH)2
  - Hydrocérusite Pb3(CO3)2(OH)2
  - Malachite Cu2CO3(OH)2
  - Rosasite (Cu, Zn)2CO3(OH)2
  - Phosgénite Pb2(CO3)Cl2
  - Hydrozincite Zn5(CO3)2(OH)6
  - Aurichalcite (Zn, Cu)5(CO3)2(OH)6

### Carbonates hydratés
- Hydromagnésite Mg5(CO3)4(OH)2.4H2O
- Ikaïte CaCO3·6(H2O)
- Lansfordite MgCO3·5(H2O)
- Monohydrocalcite CaCO3·H2O
- Natron Na2CO3·10(H2O)
- Zellerite Ca(UO2)(CO3)2·5(H2O)

La classe des carbonates dans les systèmes de classification Dana et Strunz comprend les nitrates,.  

## Classement Nickel–Strunz -05- carbonates

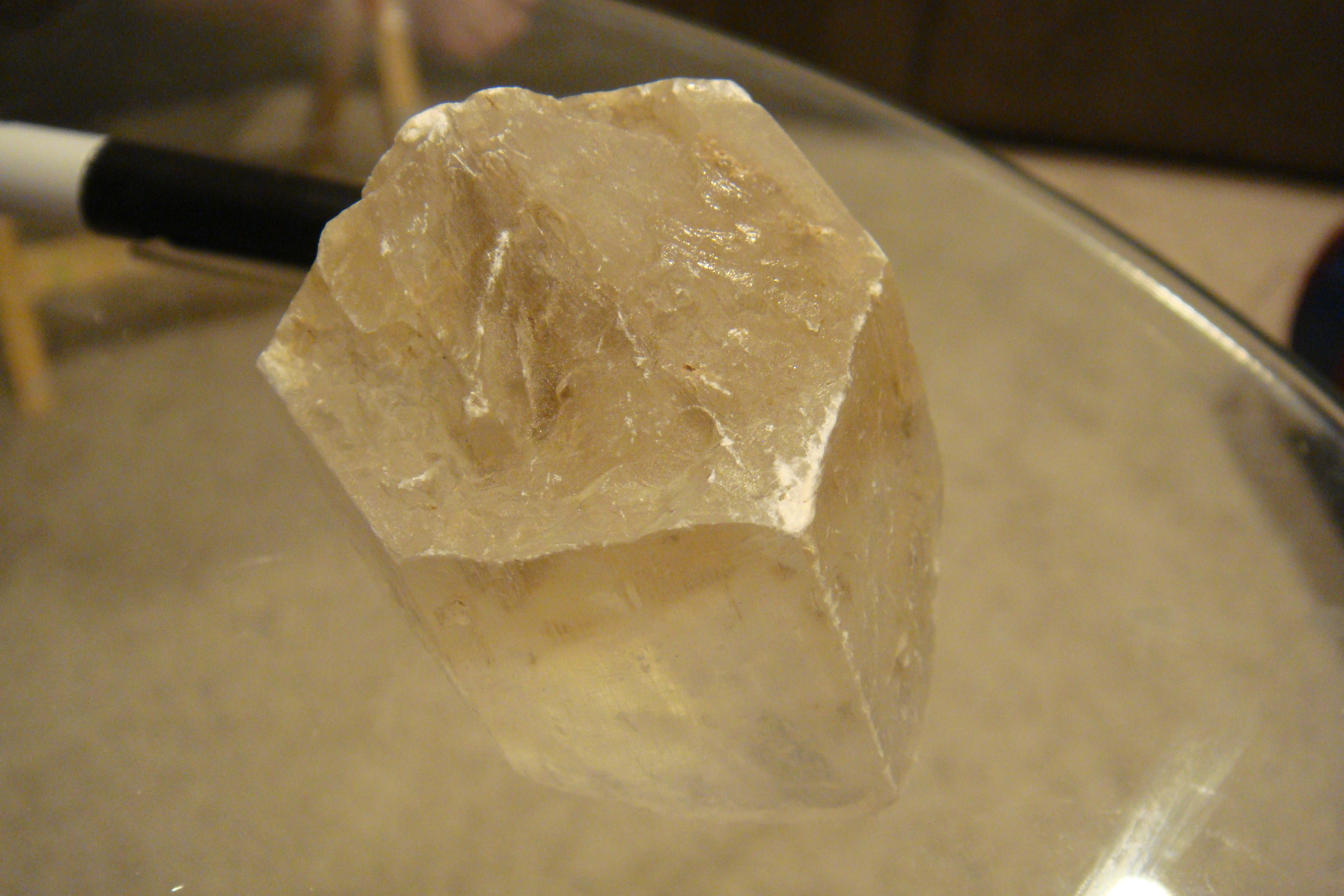
Hanksite,, l'un des rares minéraux qui est considéré comme un carbonate et un sulfate

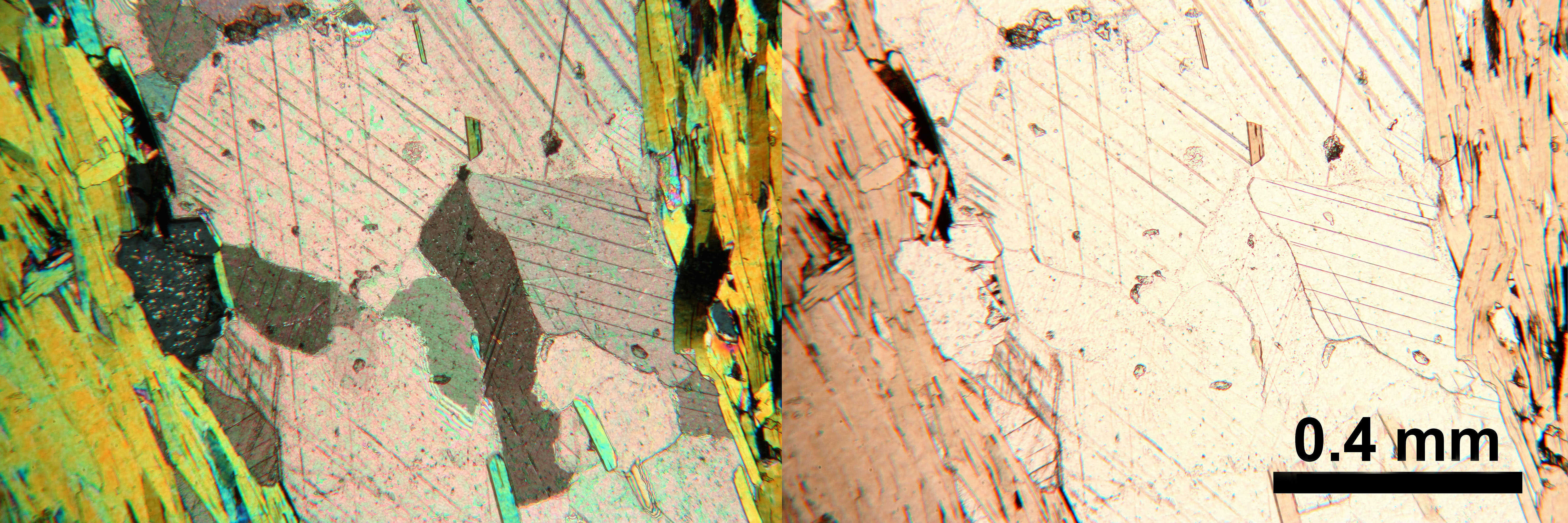
Photomicrographies d'une section mince contenant une veine de carbonate dans une roche riche en mica. En lumière polarisée croisée à gauche, lumière polarisée dans le plan à droite.

L'IMA-CNMNC propose un nouveau schéma hiérarchique (Mills et al., 2009). Cette liste utilise la classification de Nickel–Strunz (mindat.org, 10e édition, publication en attente). 
- Abréviations :
  - "*" - discrédité (statut IMA/CNMNC).
  - "?" – douteux/douteux (statut IMA/CNMNC).
  - "REE" - élément de terre rare (Sc, Y, La, Ce, Pr, Nd, Pm, Sm, Eu, Gd, Tb, Dy, Ho, Er, Tm, Yb, Lu)
  - "PGE" - élément du groupe du platine (Ru, Rh, Pd, Os, Ir, Pt)
  - 03. C Aluminofluorures, 06 Borates, 08 Vanadates (04. HV [5,6] Vanadates), 09 Silicates :
    - Neso : insulaire (du grec νησος nēsos, île)
    - Soro : groupement (du grec σωροῦ sōros, tas, monticule (surtout de maïs))
    - Cyclo : anneau
    - Ino : chaîne (du grec ις [génitif : ινος inos ], fibre)
    - Phyllo : feuille (du grec φύλλον phyllon, feuille)
    - Tekto : cadre tridimensionnel
- Schéma de code Nickel – Strunz : NN.XY.##x
  - NN : numéro de classe minérale Nickel – Strunz
  - X : lettre de division minérale Nickel – Strunz
  - Y : Lettre de la famille minérale Nickel-Strunz
  - ##x : Nickel–Strunz minéral/numéro de groupe, x lettre complémentaire

### Classe des carbonates
- 05.A Carbonates sans anions additionnels et sans H2O
  - 05.AA carbonates alcalins : 05 Zabuyélite ; 10 Grégoryite, 10 Natrite ; 15 Nahcolite, 20 Kalicinite, 25 Teschemachérite, 30 Wegscheidérite
  - 05.AB Carbonates alcalino-terreux (et autre M2+) : 05 Calcite, 05 Gaspéite, 05 Magnésite, 05 Rhodochrosite, 05 Otavite, 05 Sphérocobaltite, 05 Sidérite, 05 Smithsonite ; 10 Ankérite, 10 Dolomite, 10 Kutnohorite, 10 Minrécordite ; 15 Cérussite, 15 Aragonite, 15 Strontianite, 15 Withérite ; 20 Vatérite, 25 Huntite, 30 Norséthite, 35 Alstonite ; 40 Olekminskite, 40 Paralstonite ; 45 Barytocalcite, 50 Carbocernaïte, 55 Benstonite, 60 Juangodoyite
  - 05.AC carbonates alcalins et alcalino-terreux : 05 Eitélite, 10 Nyereréite, 10 Natrofairchildite, 10 Zemkorite ; 15 Butschliite, 20 Fairchildite, 25 Shortite ; 30 Sanromanite, 30 Burbankite, 30 Calcioburbankite, 30 Khannéshite
  - 05.AD avec des éléments de terres rares (REE) : 05 Sahamalite-(Ce) ; 15 Rémondite-(Ce), 15 Petersénite-(Ce), 15 Rémondite-(La) ; 20 Paratooïte-(La)
- 05.B Carbonates avec anions additionnels, sans H2O
  - 05.BA avec Cu, Co, Ni, Zn, Mg, Mn : 05 Azurite, 10 Chukanovite, 10 Malachite, 10 Georgeïte, 10 Pokrovskite, 10 Nullaginite, 10 Glaukosphaérite, 10 Mcguinnessite, 10 Kolwezite, 10 Rosasite, 10 Zincrosasite ; 15 Aurichalcite, 15 Hydrozincite ; 20 Holdawayite, 25 Defernite ; 30 Loseyite, 30 Sclarite
  - 05.BB avec alcalis, etc. : 05 Barentsite, 10 Dawsonite, 15 Tunisite, 20 Sabinaïte
  - 05.BC avec cations alcalino-terreux : 05 Brenkite, 10 Rouvilléite, 15 Podlesnoïte
  - 05.BD avec des éléments de terres rares (REE) : 05 Cordylite-(Ce), 05 Lukechangite-(Ce) ; 10 Kukharenkoïte-(La), 10 Kukharenkoïte-(Ce), 10 Zhonghuacerite-(Ce) ; 15 Cébaïte-(Nd), 15 Cébaïte-(Ce) ; 20a Bastnäsite-(Ce), 20a Bastnäsite-(La), 20a Bastnäsite-(Y), 20a Hydroxylbastnäsite-(Ce), 20a Hydroxylbastnäsite-(La), 20a Hydroxylbastnäsite-(Nd), 20a Thorbastnäsite, 20b Parisite-(Nd), 20b Parisite-(Ce), 20c Synchysite-(Ce), 20c Synchysite-(Nd), 20c Synchysite-(Y), 20d Rontgénite-(Ce) ; 25 Horvathite-(Y), 30 Qaqarssukite-(Ce), 35 Huanghoïte-(Ce)
  - 05.BE avec Pb, Bi : 05 Shannonite, 10 Hydrocérusite, 15 Plombonacrite, 20 Phosgénite, 25 Bismutite, 30 Kettnérite, 35 Beyérite
  - 05.BF avec (Cl), SO4, PO4, TeO3 : 05 Northupite, 05 Ferrotychite, 05 Manganotychite, 05 Tychite ; 10 Bonshtedtite, 10 Crawfordite, 10 Bradleyite, 10 Sidorenkite, 15 Daqingshanite-(Ce), 20 Reederite-(Y), 25 Mineevite-(Y), 30 Brianyoungite, 35 Philolithite ; 40 Macphersonite, 40 Susannite, 40 Leadhillite
- 05.C Carbonates sans anions additionnels, avec H2O
  - 05.CA avec des cations de taille moyenne : 05 Nesquehonite, 10 Lansfordite, 15 Barringtonite, 20 Hellyerite
  - 05.CB avec de grands cations (carbonates alcalins et alcalino-terreux) : 05 Thermonatrite, 10 Natron, 15 Trona, 20 Monohydrocalcite, 25 Ikaïte, 30 Pirssonite, 35 Gaylussite, 40 Chalconatronite, 45 Baylissite, 50 Tuliokite
  - 05.CC avec des éléments de terres rares (REE): 05 Donnayite-(Y), 05 Mckelveyite-(Nd)*, 05 Mckelveyite-(Y), 05 Wéloganite ; 10 Tengerite-(Y), 15 Lokkaïte-(Y) ; 20 Shomiokite-(Y), 20 IMA2008-069[4] ; 25 Calkinsite-(Ce), 25 Lanthanite-(Ce), 25 Lanthanite-(La), 25 Lanthanite-(Nd) ; 30 Adamsite (Y), 35 Decrespignyite-(Y), 40 Galgenbergite-(Ce), 45 Ewaldite, 50 Kimuraïte-(Y)
- 05.D Carbonates avec anions additionnels, sans H2O
  - 05.DA avec des cations de taille moyenne : 05 Dypingite, 05 Giorgiosite, 05 Hydromagnésite, 05 Widgiemoolthalite ; 10 Artinite, 10 Chlorartinite ; 15 Otwayite, 20 Kambaldaïte, 25 Callaghanite, 30 Claraïte ; 35 Hydroscarbroïte, 35 Scarbroïte ; 40 Charmarite-3T, 40 Charmarite-2H, 40 Caresite, 40 Quintinite-2H, 40 Quintinite-3T ; 45 Brugnatellite, 45 Barbertonite, 45 Chlormagaluminite, 45 Zaccagnaïte, 45 Manasséïte, 45 Sjogrenite ; 50 Desautelsite, 50 Comblainite, 50 Hydrotalcite, 50 Pyroaurite, 50 Reevesite, 50 Stichtite, 50 Takovite ; 55 Coalingite, 60 Karchevskyite, 65 Indigirite, 70 Zaratite
  - 05.DB avec des cations de taille moyenne et grande : 05 Alumohydrocalcite, 05 Para-alumohydrocalcite, 05 Nasledovite ; 10 Dresserite, 10 Dundasite, 10 Strontiodresserite, 10 Petterdite, 10 Kochsandorite ; 15 Hydrodresserite, 20 Schuilingite-(Nd), 25 Sergeevite, 30 Szymanskiite, 35 Montroyalite
  - 05.DC avec des grands cations : 05 Ancylite-(Ce), 05 Ancylite-(La), 05 Gysinite-(Nd), 05 Calcioancylite-(Ce), 05 Calcioancylite-(Nd), 05 Kozoïte-(La), 05 Kozoïte-(Nd) ; 10 Kamphaugite-(Y), 15 Sheldrickite, 20 Thomasclarkite-(Y), 25 Peterbaylissite, 30 Clearcreekite, 35 Niveolanite
- 05.E Carbonates uranyle
  - 05.EA UO2:CO3 > 1:1: 10 Urancalcarite, 15 Wyartite, 20 Oswaldpeetersite, 25 Roubaultite, 30 Kamotoïte-(Y), 35 Sharpite
  - 05.EB UO2:CO3 = 1:1: 05 Rutherfordine, 10 Blatonite, 15 Joliotite, 20 Bijvoetite-(Y)
  - 05.EC UO2:CO3 < 1:1 - 1:2: 05 Fontanite ; 10 Metazellerite, 10 Zellerite
  - 05.ED UO2:CO3 = 1:3: 05 Bayleyite, 10 Swartzite, 15 Albrechtschraufite, 20 Liebigite, 25 Rabbittite, 30 Andersonite, 35 Grimselite, 40 Widenmannite, 45 Znucalite, 50 Cejkaïte
  - 05.EE UO2:CO3 = 1:4: 05 Voglite, 10 Shabaïte-(Nd)
  - 05.EF UO2:CO3 = 1:5: 05 Astrocyanite-(Ce)
  - 05.EG avec SO4 ou SiO4: 05 Schrockingerite, 10 Lepersonnite-(Gd)

### Classe des nitrates
- 05. Nitrates
  - 05. NA sans OH ni H2O : 05 Nitratine, 10 Nitre, 15 Gwihabaïte, 20 Nitrobarite
  - 05. NB avec OH : 05 Gerhardtite, 05 Rouaïte
  - 05. NC avec H2O : 05 Nitromagnésite, 10 Nitrocalcite
  - 05. ND avec OH (etc.) et H2O : 05 Likasite, 10 Mbobomkulite, 15 Hydrombomkulite, 20 Sveïte